# Mesnil-Saint-Laurent

Mesnil-Saint-Laurent este o comună în departamentul Aisne din nordul Franței. În 1 ianuarie 2022 avea o populație de 450 de locuitori.